# Billy Fraser
Billy Fraser (Edimburgo, 12 agosto 1945) è un ex calciatore e allenatore di calcio scozzese.

## Carriera
Cresciuto nell'Huddersfield Town, con cui gioca due stagioni nella cadetteria inglese totalizzando 8 presenze.
Nella stagione 1965-1966 si trasferisce gratuitamente in Scozia per giocare nell'Hearts, dove gioca un solo incontro di campionato, ottenendo il settimo posto finale.
Nell'estate 1967 si trasferisce negli Stati Uniti d'America in forza al Washington Whips che era formato praticamente dal club scozzese dell'Aberdeen che disputò il campionato nordamericano organizzato dalla United Soccer Association: accadde infatti che tale campionato fu disputato da formazioni europee e sudamericane per conto delle franchigie ufficialmente iscritte al campionato, che per ragioni di tempo non avevano potuto allestire le proprie squadre. L'Aberdeen quindi rappresentò i Whips, chiudendo al quarto posto della Eastern Division, non qualificandosi per la finale. Fraser, pur essendo in rosa, non giocò alcun incontro ufficiale.
Nella stagione 1968, prima edizione della North American Soccer League, Fraser venne ingaggiato dai Boston Beacons , che chiusero la stagione al quinto ed ultimo posto della Atlantic Division.
Nella stagione 1969 viene ingaggiato dai Washington Darts, con cui vince l'American Soccer League, corrispondente al secondo livello della piramide calcistica nordamericana. La stagione seguente torna a giocare nella NASL, perdendo la finale del torneo contro i Rochester Lancers. Fraser giocò entrambe le partite delle finali da titolare. Nella stagione 1971 Fraser con i suoi ottenne il terzo posto della Southern Division, piazzamento non sufficiente per ottenere il diritto di disputare la fase finale del torneo.
Nella stagione 1972 la franchigia dei Darts venne trasferita a Miami, assumendo l'identità dei Miami Gatos, e Fraser ne seguì le sorti. Nell'unica stagione giocata con i Gatos Fraser ottenne il quarto ed ultimo posto della Southern Division. Durante la stagione venne chiamato alla guida della squadra con il compagno di squadra Guillermo Fleming in sostituzione di Salvatore De Rosa.

## Palmarès
- American Soccer League: 1

Washington Darts: 1969